# BI-633
La carretera  BI-633  une las localidades vizcaínas de Traña (Abadiano) y Ondárroa por el puerto de Trabacúa. Comienza en su intersección con la  N-634  al este de Traña, en las proximidades de Durango, y discurre por Bérriz, Marquina y Berriatúa hasta alcanzar Ondárroa. Desemboca en la glorieta de acceso al puerto de Ondárroa, donde también finaliza la  BI-638 . Antes de la transferencia de las carreteras comarcales a las Diputaciones Forales, esta vía formó parte de la  C-6210  (Vitoria-Vergara-Ondárroa) desde Marquina hasta Ondárroa.

## Trazado
| Velocidad                | Esquema | Carretera que enlaza                                                |
| ------------------------ | ------- | ------------------------------------------------------------------- |
|                          |         | Ondárroa BI-638 Motrico - Deva BI-3438 Lequeitio                    |
|                          |         |                                                                     |
|                          |         | Ondárroa                                                            |
|                          |         | Polígono Gardocha                                                   |
|                          |         | Berriatúa                                                           |
|                          |         | BI-2405 Lequeitio                                                   |
|                          |         | BI-4403 Larruscáin                                                  |
|                          |         | Achondoa                                                            |
|                          |         | Marquina                                                            |
|                          |         | Marquina BI-3448 Aulestia BI-2636 Echevarría - Elgóibar             |
|                          |         | Polígono Careaga                                                    |
|                          |         | Iruzubieta BI-2224 Bolívar - Munitíbar - Guernica                   |
|                          |         | Antiguo puerto de Trabacúa                                          |
|                          |         | Túnel de Trabacúa                                                   |
|                          |         | Antiguo puerto de Trabacúa BI-2301 Ermua                            |
| Alto de Trabacúa (440 m) |         |                                                                     |
|                          |         | Goita                                                               |
|                          |         | BI-3302 Mallavia - Ermua                                            |
|                          |         | Cengotita -                                                         |
|                          |         | Túnel de Cengotita                                                  |
|                          |         | Andicoa Besoita                                                     |
|                          |         | BI-3340 Lariz - Oca -                                               |
|                          |         | Bérriz                                                              |
|                          |         | Bérriz                                                              |
|                          |         | Eitua                                                               |
|                          |         | BI-3341 Guerediaga AP-8 Bilbao                                      |
|                          |         | N-634 Bérriz - Durango N-636 Elorrio - Mondragón AP-8 San Sebastián |